# Xysmalobium rhodesianum
Xysmalobium rhodesianum är en oleanderväxtart som beskrevs av Spencer Le Marchant Moore. Xysmalobium rhodesianum ingår i släktet Xysmalobium och familjen oleanderväxter. Inga underarter finns listade i Catalogue of Life.